# Zentrygon costaricensis
La paloma perdiz costarricense  (Zentrygon costaricensis), también conocida como paloma perdiz costarriqueña, es una especie de ave columbiforme de la familia Columbidae endémica de Costa Rica y Panamá. Fue clasificada anteriormente dentro del género Geotrygon.

## Descripción
En promedio mide 28 cm y pesa 320 g.  La cabeza, el cuello y el pecho son de color gris, la nuca y la parte superior de la espalda tienen un tinte verde, que hacia el vientre se vuelve color marrón. La espalda, las alas y la cola son de color castaño. La cabeza tiene un patrón distinto de mejillas de color gris claro bordeadas por encima y por debajo por rayas negras estrechas, que se extienden un poco más allá del ojo, así como el parche color ante por encima del pico. El iris es marrón rodeado por un anillo rojo delgado pero perceptible, las patas son de color rojo coral brillante y el pico marrón claro con una tonalidad rojiza en la base.

## Distribución y hábitat
Es nativa de la cordillera de Talamanca. Su hábitat consiste de bosque húmedo y  bosque montano.
No tiene subespecies reconocidas: